# Sposa di Gesù
I vangeli canonici non fanno alcuna menzione di una sposa di Gesù; pertanto, le chiese cristiane, cattolica, ortodossa, e la maggioranza di quelle evangeliche, credono fermamente che egli sia vissuto celibe per tutta la vita.
Tale opinione è sostenuta dalla maggioranza degli storici, benché alcuni di essi ritengano, invece, che egli dovesse essere sposato, come era costume per gli ebrei del suo tempo, seppur con alcune eccezioni, quali i maestri esseni e alcuni predicatori.

## Il celibato di Gesù
All'epoca di Gesù, era molto raro per un Ebreo maschio essere celibe, poiché il fatto poteva essere considerato come una trasgressione della prima mitzvah (comandamento divino), "sii fruttuoso e moltiplicati", e ciò è pressoché impensabile, nella tradizione ebraica, per un rabbi o maestro, come Gesù è chiamato nei Vangeli in alcune circostanze.
Il Giudaismo al tempo di Gesù era tuttavia molto diverso da quello più tardo e meglio conosciuto, e il ruolo del rabbi non era ancora ben definito. Maestri celibi come Giovanni il Battista erano conosciuti anche nelle comunità degli Esseni, e Paolo di Tarso fu un esempio di un maestro non sposato itinerante tra i Cristiani, quando la maggior parte dei primi Cristiani erano ancora ebrei. Anche il profeta Geremia non era sposato.
I vangeli canonici non parlano esplicitamente né del celibato né di un matrimonio di Gesù e tale silenzio viene interpretato in modi opposti. Da un lato si afferma che, se Gesù fosse stato sposato, gli evangelisti non avrebbero avuto nessun motivo per tacere la presenza di una moglie. D'altro canto, il suo celibato, essendo una situazione non comune, avrebbe dovuto essere menzionato e spiegato. Da notare che tuttavia questa spiegazione manca anche nel caso di san Giovanni Battista o di san Paolo.

## Considerazioni teologiche

### La Chiesa come sposa
Diversi autori cristiani sostengono che la vera sposa di Cristo sia la Chiesa. Tale immagine è stata sviluppata in primo luogo da san Paolo negli scritti che entrarono a far parte del Nuovo Testamento e fu poi sviluppata dai Padri della Chiesa, tra cui Sant'Ireneo di Lione e altri.
Gesù viene considerato, in senso mistico, il secondo Adamo: dal fianco del primo Adamo venne generata la sposa Eva mentre egli dormiva, così come da Cristo morto sulla Croce (addormentato) venne generata la Chiesa, sua sposa. Nell'esegesi anagogica medioevale cristiana, infatti, il sangue e l'acqua che sgorgarono dal costato di Cristo quando fu trafitto sulla croce rappresentano la Chiesa con i simboli dell'acqua del battesimo e del vino della nuova alleanza.
Naturalmente tale interpretazione mistica perderebbe di valore qualora Gesù fosse stato normalmente sposato.

## Maria Maddalena come sposa
Nel c. 32 e nel c. 55 dello gnostico Vangelo secondo Filippo, databile al più presto alla seconda metà del II secolo, è accennato l'amore tra Gesù e Maria Maddalena. Entrambi sono descritti come l'incarnazione di eoni divini (Soter e Sofia), e dalla loro unione sono derivati gli angeli. Il "bacio sulla bocca" citato al c. 55 è tuttavia un segno rituale comune anche agli altri personaggi perché «il Logos viene da quel luogo, egli nutre dalla sua bocca e sarà perfetto. Il perfetto, infatti, concepisce e genera per mezzo di un bacio. È per questo che noi ci baciamo l'un l'altro. Noi siamo fecondi della grazia che è in ognuno di noi».
Secondo i teologi cristiani il senso dei passi non è storico ma va inteso all'interno dell'elaborata teologia gnostica.
Maria Maddalena è rappresentata nei Vangeli canonici come un personaggio importante: la sua presenza alla Crocifissione e nella successiva visita alla tomba hanno fatto ipotizzare che il suo ruolo particolare derivasse dall'essere la vedova, mentre potrebbe semplicemente trattarsi di una seguace che gli era stata molto vicina e che si era assunta il compito di occuparsene insieme alla madre Maria.
Il culto della santa, particolarmente diffuso in Francia, è connesso con la tradizione secondo cui avrebbe vissuto in Provenza dopo avere lasciato la Palestina; per alcuni, sarebbe un resto tangibile dell'importanza che le venne attribuita come progenitrice della dinastia reale. Vi sono chiese in suo onore a Rennes-le-Château, a Saint-Maximin-la-Sainte-Baume, con la sua cripta, e le è dedicata la Basilica di Vézelay.
Ma il culto della Maddalena non è una prerogativa esclusiva della Francia, come dimostra l'esistenza di molti edifici a lei dedicati anche in Italia (tra i quali: chiesa parrocchiale dell'isola della Maddalena, chiesa arcipretale di Longare, la chiesa parrocchiale di Bordighera, duomo di Desenzano, la chiesa di Maria Maddalena a Cremona, la chiesa di Maria Maddalena a Tavola, chiesa Maria Maddalena a Mola di Bari).

## Il manoscritto copto
Nel 2012, una studiosa dell'Università Harvard, Karen L. King, ha annunciato l'esistenza di un frammento di manoscritto copto, databile al IV secolo, con accenni a una presunta moglie di Gesù.. Si tratta di un reperto rinvenuto sul mercato antiquario e che, di conseguenza, non essendo frutto di una scoperta scientifica, è privo di un contesto archeologico. Il frammento riporta, in traduzione copta, frasi di un dialogo intrattenuto da Gesù con i discepoli a proposito di un personaggio femminile, Maria, "ta-hime" (forma rara di "ta-shime"), corrispondente in copto all'italiano “donna”, o “moglie”.
King ha affermato trattarsi di un frammento risalente al IV secolo, ma che il testo greco alla base della traduzione copta sarebbe ancora più antico, forse composto attorno al II secolo. A proposito del valore storico, tuttavia, la studiosa ha aggiunto che esso è da considerarsi solo come un testimone di ambienti in cui si dibatteva della condizione coniugale di Gesù, dato che affermazioni riguardo allo stato coniugale di Gesù nacquero per la prima volta un secolo dopo la morte del Cristo, nel contesto delle controversie intracristiane. King ha anche affermato che la deriva giornalistica della notizia ha trasformato espressioni che esprimono l'intimità e la consustanzialità spirituale tra il Salvatore e i suoi discepoli, consuete nei testi gnostici, nell'affermazione di una presunta condizione coniugale di Gesù.
Successivamente, la stessa professoressa King ha ammesso che si trattava di un falso moderno, realizzato probabilmente da un controverso imprenditore tedesco-americano che aveva studiato egittologia in gioventù, e che aveva i mezzi e le conoscenze per fabbricare un falso verosimile.
Lo stesso sito che l'Università Harvard dedica a tale ricerca, riporta, inoltre che il frammento non costituisce evidenza alcuna che Gesù fosse sposato.

## Discendenza
Nel saggio Il santo Graal, edito nel 1982, Baigent, Leigh e Lincoln ipotizzarono una discendenza dei Merovingi da Gesù, ispirandosi ad una leggenda medievale resa popolare da Jacopo da Varazze nella Legenda Aurea, che narrava lo sbarco di Maria Maddalena in Francia, accompagnata da altre donne citate nei Vangeli. Secondo gli autori del saggio, Maria Maddalena sarebbe stata sposata con Gesù e avrebbe avuto un figlio da lui; dopo la crocifissione, sarebbe fuggita dalla Palestina insieme al figlio su una barca, approdando in Provenza e risalendo il Rodano fino a raggiungere il popolo dei Franchi, che non sarebbero stati altro che la tribù ebraica di Beniamino dispersa nella diaspora.
Le uniche fonti citate dagli autori sono Les dossiers secrets del Priorato di Sion, una serie di documenti dattiloscritti depositati presso la Biblioteca nazionale di Francia di Parigi negli anni '60. Questi testi contengono complicate linee di discendenza ed elenchi di presunti Gran Maestri del Priorato, descritti come i custodi del vero segreto del Graal, ma le ultime ricerche hanno confermato essere stati inventati da Pierre Plantard per millantare una propria discendenza nobiliare dai Merovingi.
La tesi ha ispirato un romanzo del 2003, Il codice da Vinci di Dan Brown, che riprende l'antica leggenda ed ipotizza che il Graal non sarebbe altro che il sang real, ovvero il sangue regale che caratterizza questa stirpe.